# Munira al-Saleh
Munira al-Saleh (* 18. Mai 1985) ist eine ehemalige syrische Leichtathletin, die sich auf den Sprint spezialisiert hat.

## Sportliche Laufbahn
Erste Erfahrungen bei internationalen Meisterschaften sammelte Munira al-Saleh vermutlich im Jahr 2003, als sie bei den Arabischen Meisterschaften in Amman mit der syrischen 4-mal-400-Meter-Staffel in 4:00,10 min die Bronzemedaille hinter den Teams aus Algerien und dem Sudan gewann. Im Jahr darauf schied sie bei den Juniorenweltmeisterschaften in Grosseto mit 57,10 s in der ersten Runde im 400-Meter-Lauf aus und 2005 startete sie dank einer Wildcard über diese Distanz bei den Weltmeisterschaften in Helsinki und kam dort mit 55,83 s nicht über den Vorlauf hinaus. Kurz darauf gewann sie bei den Panarabischen Spielen in Radès in 12,06 s die Bronzemedaille im 100-Meter-Lauf hinter der Tunesierin Awatef Hamrouni und Faten Abdunnari Mahdi aus Bahrain. Zudem gewann sie in 24,55 s und 56,34 s jeweils die Silbermedaille hinter der Sudanerin Nawal El Jack. Im November gewann sie bei den Hallenasienspielen in Bangkok mit neuem Landesrekord von 54,17 s die Silbermedaille hinter der Kasachin Tatjana Roslanowa und anschließend startete sie bei den Westasienspielen in Doha, wurde dort aber des Doping überführt und ihre Resultate annulliert. 2008 startete sie im 60-Meter-Lauf bei den Hallenasienmeisterschaften in Doha und schied dort mit 8,29 s in der Vorrunde aus. Im Jahr darauf schied sie bei den Mittelmeerspielen in Pescara mit 12,06 s und 24,49 s jeweils im Vorlauf über 100 und 200 Meter aus und anschließend konnte sie bei den Weltmeisterschaften in Berlin ihr Rennen im 200-Meter-Lauf nicht beenden. Im Oktober siegte sie in 11,93 s und 24,25 s über 100 und 200 Meter bei den Arabischen Meisterschaften in Damaskus und belegte dort in 50,42 s den vierten Platz mit der 4-mal-100-Meter-Staffel und gelangte mit der 4-mal-400-Meter-Staffel mit 4:11,80 min auf Rang fünf. Daraufhin belegte sie bei den Hallenasienspielen in Hanoi in 7,54 s den siebten Platz über 60 Meter. Im November erreichte sie bei den Asienmeisterschaften in Guangzhou mit 23,87 s Rang vier über 200 Meter und schied über 100 Meter mit 12,02 s im Halbfinale aus. 2010 startete sie bei den Hallenasienmeisterschaften in Teheran sowie bei den Hallenweltmeisterschaften in Doha, wurde aber erneut des Dopings überführt und daraufhin lebenslänglich gesperrt.

## Persönliche Bestleistungen
- 100 Meter: 11,93 s (+0,6 m/s), 7. Oktober 2009 in Damaskus
  - 60 Meter (Halle): 7,54 s, 31. Oktober 2009 in Hanoi
- 200 Meter: 23,87 s (+0,9 m/s), 13. November 2009 in Guangzhou
- 400 Meter: 55,23 s, 11. Juni 2009 in Algier
  - 400 Meter (Halle): 54,17 s, 14. November 2005 in Bangkok (syrischer Rekord)